# Australische Fußballnationalmannschaft der Frauen/Weltmeisterschaften
Der Artikel beinhaltet eine ausführliche Darstellung der australischen Fußballnationalmannschaft der Frauen bei Weltmeisterschaften. Die australische Mannschaft konnte sich bisher siebenmal sportlich für die Endrunde qualifizieren und war 2023 als Co-Gastgeber automatisch qualifiziert. Nur bei der ersten Austragung fehlte die Mannschaft. Sie belegt in der ewigen Tabelle nach der WM 2023 Platz 10.

## Die Nationalmannschaft bei Weltmeisterschaften

### Übersicht
| Jahr | Gastgeberland             | Teilnahme bis …    | Gegner                 | Ergebnis | Trainer         | Bemerkungen und Besonderheiten |
| ---- | ------------------------- | ------------------ | ---------------------- | -------- | --------------- | --- |
| 1991 | Volksrepublik China       | nicht qualifiziert |                        |          |                 | Bei der Fußball-Ozeanienmeisterschaft der Frauen 1991 an Neuseeland gescheitert. |
| 1995 | Schweden                  | Vorrunde           | Dänemark China, USA    | 12.      | Tom Sermanni    | Als Gruppenvierter ausgeschieden |
| 1999 | USA                       | Vorrunde           | Ghana, Schweden, China | 11.      | Greg Brown      | Als Gruppendritter ausgeschieden |
| 2003 | USA                       | Vorrunde           | Russland, China, Ghana | 13.      | Adrian Santrac  | Als Gruppenvierter ausgeschieden |
| 2007 | Volksrepublik China       | Viertelfinale      | Brasilien              | 6.       | Tom Sermanni    | Erster Sieg in einem WM-Spiel |
| 2011 | Deutschland               | Viertelfinale      | Schweden               | 8.       | Tom Sermanni    | |
| 2015 | Kanada                    | Viertelfinale      | Japan                  | 7.       | Alen Stajcic    | In der Gruppenphase traf die Mannschaft auf Nigeria, Schweden und die USA. Australien wurde mit je einem Sieg, einem Remis und einer Niederlage Gruppenzweiter und gewann im Achtelfinale gegen Brasilien erstmals ein K.-o.-Spiel bei der WM. Viertelfinalaus gegen den Titelverteidiger |
| 2019 | Frankreich                | Achtelfinale       | Norwegen               | 9.       | Ante Milicic    | Die Mannschaft qualifizierte sich als Vize-Asienmeister. Bei der WM trafen die Australierinnen in den Gruppenspielen auf Brasilien, Italien sowie Jamaika und qualifizierten sich als Gruppenzweiter für die K.o.-Runde. Achtelfinalniederlage im Elfmeterschießen                        |
| 2023 | Australien und Neuseeland | Spiel um Platz 3   | Schweden               | Vierter  | Tony Gustavsson | qualifiziert als Co-Gastgeber |

### Statistik
(Angaben inkl. 2023: Neun Weltmeisterschaften)
- nicht teilgenommen: nie (0 %)
- nicht qualifiziert: einmal (11,1 %)
- qualifiziert: achtmal (88,9 %, davon einmal als Co-Gastgeber)
  - Vorrunde: dreimal (33,3 %; 1995, 1999 und 2003)
  - Achtelfinale: einmal (11,1 %; 2019)
  - Viertelfinale: dreimal (33,3 %; 2007, 2011 und 2015)
  - Spiel um Platz 3: einmal (11,1 %; 2023)
    - Vierter: einmal (11,1 %; 2023)

## Die Turniere

### WM 1991 in der Volksrepublik China
Für die erste WM der Frauen in der Volksrepublik China konnten sich die Australierinnen nicht qualifizierten. Bei der Fußball-Ozeanienmeisterschaft der Frauen 1991, die als Qualifikation diente, wurde hinter Neuseeland und vor Papua-Neuguinea nur Platz 2 belegt. Dabei waren Neuseeland und Australien punktgleich, Neuseeland hatte aber gegen Papua-Neuguinea mehr Tore geschossen. Gegeneinander hatten beide je einmal mit 1:0 gewonnen. Neuseeland fuhr damit als Ozeanienmeister zur WM, Australien musste zuschauen.

### WM 1995 in Schweden
Vier Jahre später konnte Australien den Spieß umdrehen. Bei der Fußball-Ozeanienmeisterschaft der Frauen 1994 hatten sie mehr Tore gegen Papua-Neuguinea geschossen, gegeneinander hatten Australien und Neuseeland 1:0 und 1:2 gespielt.
Bei der WM in Schweden wurde Australien Dänemark, China und Titelverteidiger USA zugelost. Am 6. Juni 1995 in bestritten die Australierinnen in Västerås ihr erstes WM-Spiel und verloren mit 0:5 gegen Dänemark. Zwei Tage später folgte gegen China ein 2:4, bei dem Angela Iannotta in der 25. Minute mit dem ersten WM-Tor für Australien das zwischenzeitliche 1:1 erzielte. Nachdem China schon mit 3:1 geführt hatte, wurde es in den Schlussminuten noch einmal spannend. Zuerst erzielte Sunni Hughes in der 89. Minute den Anschlusstreffer, als Australien dann auf den Ausgleich drängte gelang den Chinesinnen in der dritten Minute der Nachspielzeit mit dem Tor zum 4:2 die endgültige Entscheidung. Um noch als einer der besten Gruppendritten das Viertelfinale zu erreichen, war im letzten Gruppenspiel ein Sieg mit acht Toren Differenz gegen die USA notwendig. Dies erschien natürlich aussichtslos und das Ergebnis von 1:4 bestätigte dies auch. Ohne Punktgewinn schied Australien daher aus. Da die Australierinnen damit nicht zu den acht besten Mannschaften gehörten, verpassten sie auch die Qualifikation für das erste Fußballturnier der Frauen bei den Olympischen Spielen 1996.

### WM 1999 in den USA
Für die dritte Weltmeisterschaft hatten sich schon sechs ozeanische Mannschaften beworben, so dass bei der Fußball-Ozeanienmeisterschaft der Frauen 1998, die als Qualifikation diente zunächst in zwei Dreiergruppen gegeneinander gespielt wurde. Den Australierinnen gelang dabei im ersten Spiel gegen Amerikanisch-Samoa mit 21:0 der höchste Sieg ihrer Länderspielgeschichte. Im zweiten Spiel wurde dann mit einem 8:0 Papua-Neuguinea geschlagen und das Halbfinale erreicht. Hier wurde Fidschi mit 17:0 deklassiert, so dass es zum Finale gegen Neuseeland kam. Dieses gewann Australien mit 3:1 und qualifizierte sich damit für die WM.
In den USA gelang im Auftaktspiel gegen WM-Neuling Ghana ein 1:1 und damit der erste Punktgewinn bei einer WM-Endrunde. Gegen Schweden und China wurde dann aber mit jeweils 1:3 verloren. Als Gruppendritter schied Australien damit wieder aus.

### WM 2003 in den USA
Eigentlich sollte die WM 2003 dann wieder in der Volksrepublik China stattfinden. Wegen der SARS-Epidemie wurde das Turnier kurzfristig in die USA verlegt. Damit fand die Weltmeisterschaft zum zweiten Mal in den USA statt. Da sich zur Fußball-Ozeanienmeisterschaft der Frauen 2003 nur fünf Mannschaften aus Ozeanien gemeldet hatten, wurde die Meisterschaft in einer Gruppe im Jeder-gegen-Jeden-Modus ausgetragen. Australien gewann die ersten drei Spiele gegen Papua-Neuguinea (13:0), Samoa (19:0) und die Cookinseln (11:0) und traf im letzten Spiel auf Neuseeland, das gegen die drei anderen ebenfalls dreimal gewonnen hatte. Mit 2:0 setzte sich Australien erneut durch und fuhr wieder in die USA.
In den USA trafen sie im ersten Gruppenspiel auf Russland und verloren mit 1:2. Gegen China folgte dann ein 1:1 und gegen Ghana ein 1:2. Damit war die WM für Australien wieder als Gruppenletzter beendet.

### WM 2007 in der Volksrepublik China
Vier Jahre später fand dann die WM doch zum zweiten Mal in der Volksrepublik China statt, womit sich China nicht qualifizieren musste. Australien war – insbesondere um der Nationalmannschaft der Männer bessere Chancen auf eine WM-Qualifikation zu bieten – in den asiatischen Verband gewechselt. Die Australierinnen mussten sich daher erstmals bei der Fußball-Asienmeisterschaft der Frauen 2006 für die WM qualifizieren, also gegen potentiell stärkere Gegner. Allerdings standen den AFC-Mannschaften vier Startplätze zu, von denen einer an Gastgeber China ging. Australien hatte allerdings den Vorteil, dass es diese Asienmeisterschaft ausrichten durfte. In der Gruppenphase gelangen dann auch drei Siege gegen Südkorea (4:0), Myanmar (2:0) und Thailand (5:0), nur gegen Nordkorea wurden bei einem torlosen Remis die Punkte geteilt. Damit wurde das Halbfinale erreicht und da auch China unter den vier Halbfinalisten war, hatte sich Australien schon für die WM qualifiziert. Im Halbfinale wurde dann Japan mit 2:0 besiegt, im Finale konnte China – nachdem zweimal in Folge Nordkorea besser war – zum achten und bis heute letzten Mal den Titel gewinnen und stellte damit einen Rekord für offizielle Kontinentalmeisterschaften auf, der erst 2013 von Deutschland eingestellt wurde. Allerdings benötigte China dafür das Elfmeterschießen, da es nach 120 Minuten 2:2 stand.
Zur WM trat Australien dann wieder mit dem schottischen Trainer Tom Sermanni an, der bereits 1995 die Australierinnen bei der WM betreut hatte. Bei der Endrunde wurde Australien zum dritten Mal in eine Gruppe mit Ghana gelost, hinzu kamen Norwegen und Kanada. Am 12. September 2007 gelang in Hangzhou mit einem 4:1 gegen Ghana der erste Sieg in einem WM-Spiel. Gegen Ex-Weltmeister Norwegen gelang dann noch ein 1:1 und nachdem auch gegen Kanada ein Remis (2:2) gelang, hatte Australien zum ersten Mal die Vorrunde ohne Niederlage überstanden. Als Gruppenzweiter trafen sie im Viertelfinale auf Brasilien. Nach einem 0:2-Rückstand konnte zwar noch zum 2:2 ausgeglichen werden, 15 Minuten vor dem Ende musste aber das 2:3 hingenommen werden. Brasilien erreichte dann mit einem 4:0-Sieg gegen die USA erstmals das Finale, unterlag da aber Titelverteidiger Deutschland mit 0:2.

### WM 2011 in Deutschland
Für die WM in Deutschland konnte sich Australien dann erstmals als Asienmeister qualifizieren. Bei der Meisterschaft, die in der Volksrepublik China stattfand, konnte Australien in der Gruppenphase zunächst Vietnam und Südkorea mit 2:0 bzw. 3:1 besiegen und dann gegen den Gastgeber ein 0:1 verkraften. Als Gruppenzweiter wurde im Halbfinale Japan mit 1:0 besiegt und damit das WM-Ticket gebucht. Im Finale gegen Nordkorea entschied dann das Elfmeterschießen über den Sieger und die Australierinnen hatten die etwas besseren Schützinnen. Da China das Spiel um Platz 3 mit 0:2 gegen Japan verlor, fand erstmals eine WM der Frauen ohne China statt. Stattdessen mussten die Chinesinnen aus der Ferne zusehen wie Japan als erste asiatische Mannschaft Weltmeister wurde.
Bei der Endrunde in Deutschland traf Australien im ersten Spiel auf Vizeweltmeister Brasilien und verlor mit 0:1. Nach einem hart erkämpften 3:2 gegen WM-Neuling Äquatorialguinea kam es im letzten Spiel gegen Norwegen zum Finale um Platz 2. Norwegen ging zwar in der 56. Minute mit 1:0 in Führung, Australien gelang aber postwendend der Ausgleich durch Kyah Simon. Da die Australierinnen die bessere Tordifferenz hatten, reichte ihnen dieses Remis um ins Viertelfinale einzuziehen, daher drängte Norwegen auf den Siegtreffer, in der 87. Minute gelang aber Kyah Simon auch das 2:1, das Norwegen nicht mehr ausgleichen konnte. Damit schied Norwegen erstmals in der Vorrunde aus. Australien traf dafür im Viertelfinale auf Schweden, schied aber mit 1:3 ebenso wie Gruppensieger Brasilien (im Elfmeterschießen gegen die USA) aus.

### WM 2015 in Kanada

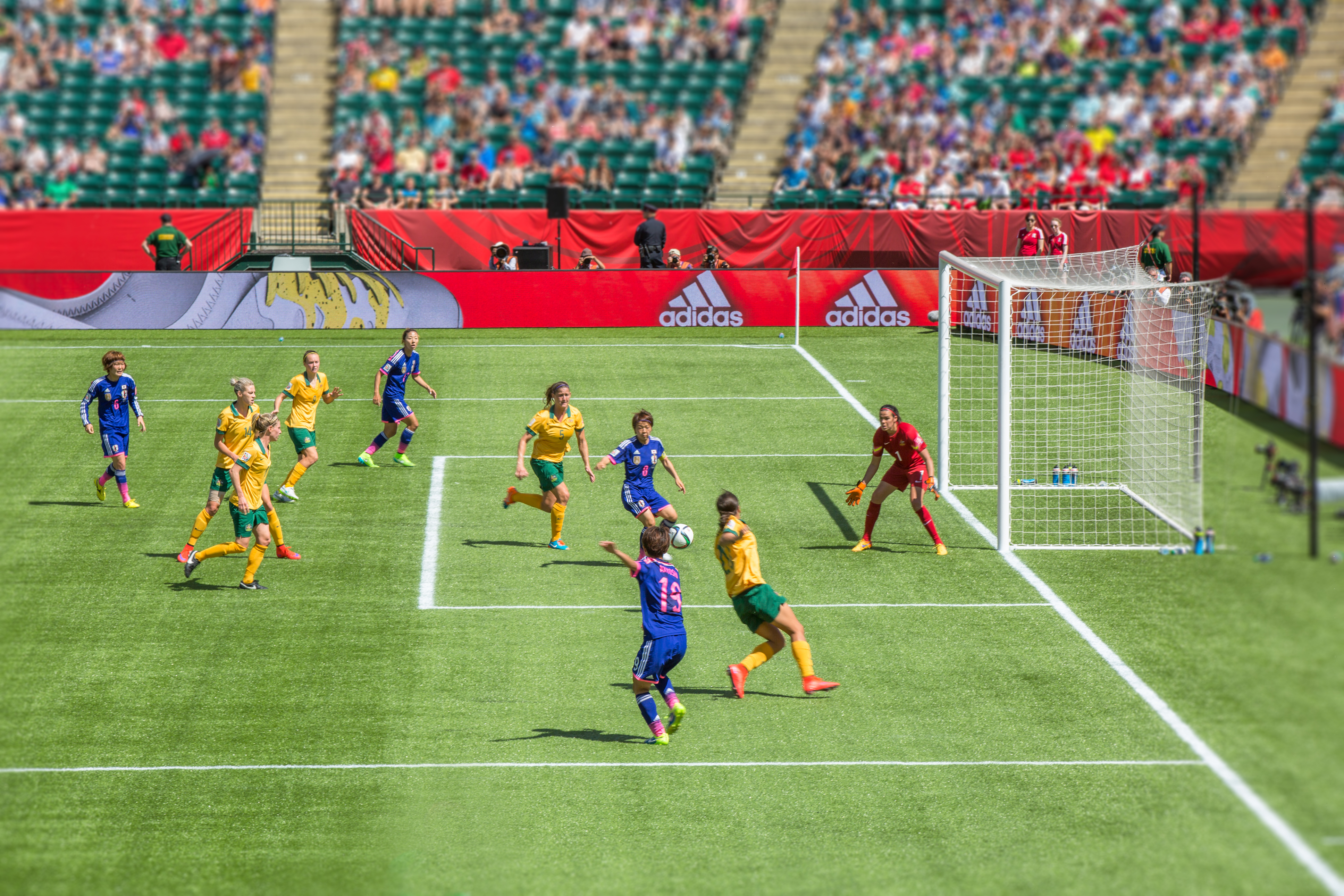
Szene aus dem Viertelfinalspiel gegen Japan

In der Qualifikation für die WM in Kanada, für die den Asiatinnen nach der Aufstockung des Teilnehmerfeldes nun fünf Startplätze zugestanden wurden, setzte sich Australien bei der Fußball-Asienmeisterschaft der Frauen 2014 als Zweiter durch. Nach einem 2:2 gegen Weltmeister Japan folgten zwei Siege gegen Jordanien (3:1) und gegen Vietnam (2:0), so dass als Gruppenzweiter das Halbfinale erreicht wurde und damit die WM in Kanada. Das Halbfinale wurde gegen Südkorea mit 2:1 gewonnen, so dass Australien zum dritten Mal in Folge im Finale der Asienmeisterschaft stand. Dieses wurde aber mit 0:1 gegen Japan verloren, das damit erstmals Asienmeister wurde. Im Spiel um Platz 3 gelang China ein 2:1 gegen Südkorea. Neben den vier Halbfinalisten qualifizierte sich noch erstmals Thailand als Fünfter.
Bei der Auslosung der Gruppen war Australien nicht gesetzt und wurde der Gruppe D mit Mittel- und Nordamerikameister USA zugelost.
Zudem traf die Mannschaft auf Schweden und erstmals auf Afrikameister Nigeria.
Gegen die USA begannen die Australierinnen forsch, gerieten aber durch einen abgefälschten Schuss in der 12. Minute in Rückstand, Kapitänin Lisa De Vanna konnte aber 15 Minuten später ausgleichen. In der zweiten Halbzeit konnten die US-Girls das Spiel aber endgültig für sich entscheiden. Gegen Nigeria konnte dann Australien erstmals ein WM-Spiel ohne Gegentor gewinnen und ein Remis gegen Schweden reichte dann um als Gruppenzweiter in die K.-o.-Runde einzuziehen. Hier gewannen sie erstmals ein Spiel in einer WM-K.-.o.-Runde, was ihren männlichen Kollegen noch nicht gelungen war und schalteten mit 1:0 Brasilien, einen der WM-Mitfavoriten aus. Im Viertelfinale war dann wie bei den beiden letzten Teilnahmen Endstation, diesmal gegen Titelverteidiger Japan, wobei das entscheidende Tor erst in der Schlussphase fiel.

### WM 2019 in Frankreich
In der Qualifikation für die WM in Frankreich, für die den Mannschaften des AFC wieder fünf Startplätze zugestanden wurden, qualifizierte sich Australien durch das Erreichen des Halbfinales bei der Fußball-Asienmeisterschaft der Frauen 2018. Für diese Meisterschaft, die im April 2018 in Jordanien stattfand, war Australien automatisch qualifiziert. Das erste Spiel gegen Südkorea endete torlos, gegen Vietnam wurde danach ein 8:0 erreicht. Im entscheidenden dritten Gruppenspiel gegen Japan, das gegen Südkorea ebenfalls ein 0:0 erreichte, gegen Vietnam aber „nur“ mit 4:0 gewann, lag Australien nach 63 Minuten mit 0:1 zurück. Da gleichzeitig Südkorea gegen Vietnam mit 3:0 führte und kurz danach auf 4:0 erhöhte, wäre Australien bei diesem Ausgang auf den dritten Platz zurückgefallen. Vier Minuten vor dem Spielende gelang Sam Kerr der Treffer zum 1:1-Ausgleich und da es dabei blieb und sich auch im Parallelspiel nichts mehr änderte, hatte Australien sowohl das Halbfinale der Asienmeisterschaft als auch die WM-Endrunde erreicht. Australien erreichte dann wie vier Jahre zuvor das Finale der Asienmeisterschaft, verlor dort aber wie vier Jahre zuvor mit 0:1 gegen Japan. Am 19. Januar 2019 wurde Nationaltrainer Stajcic entlassen.
In Frankreich trafen die Australierinnen auf Brasilien, Italien und erstmals Jamaika, das sich zum überhaupt ersten Mal qualifizieren konnte. Im ersten Spiel gegen Italien gingen sie in der 22. Minute durch Sam Kerr in Führung, die zwar beim Strafstoß zunächst an der Torhüterin scheiterte, den abgewehrten Ball dann aber doch im Tor unterbringen konnte. Nach einem Abwehrfehler gelang den Italienerinnen in der zweiten Halbzeit der Ausgleichstreffer und in der Nachspielzeit das Siegtor. Andersherum lief es im zweiten Spiel gegen Brasilien, wo die Australierinnen zunächst mit 0:2 in Rückstand gerieten, in der zweiten Halbzeit dann aber das Spiel drehen konnten, wobei sie von einem Eigentor einer Brasilianerin zum 3:2-Endstand profitierten. Im dritten Spiel gegen Jamaika erzielte Kerr vier Tore und sicherte so den Australierinnen mit einem 4:1-Sieg dank des einen mehr erzielten Tores den zweiten Gruppenplatz hinter Italien und vor Brasilien. Im Achtelfinale trafen sie auf Ex-Weltmeister Norwegen und schieden durch eine Niederlage im Elfmeterschießen aus.

### WM 2023 in Australien und Neuseeland
Für die WM hatten sich Australien und Neuseeland beworben und waren bis zur Vergabeentscheidung neben Kolumbien die einzigen verbliebenen Bewerber, da u. a. Brasilien und Japan wegen der COVID-19-Pandemie ihre Bewerbungen zurückzogen. Am 25. Juni 2020 wurde die WM an Australien und Neuseeland vergeben, womit erstmals eine WM im Seniorenbereich in Ozeanien stattfindet. Neuseeland war bereits Austragungsort der U-17-Fußball-Weltmeisterschaft 1999, der U-17-Fußball-Weltmeisterschaft der Frauen 2008 und der U-20-Fußball-Weltmeisterschaft 2015, in Australien fanden die Junioren-Fußballweltmeisterschaft 1981 und 1993 statt. Erstmals wird die WM mit 32 Frauen-Teams ausgetragen.
Bei der Auslosung am 22. Oktober 2022 war Australien als Gruppenkopf der Gruppe B gesetzt. Zugelost wurden WM-Neuling Irland, Nigeria und Kanada. Nach einem 1:0-Auftaktsieg gegen den Neuling, verloren die Australierinnen erstmals ein Spiel gegen Nigeria (2:3) und mussten somit gegen den Olympiasieger gewinnen, was mit 4:0 eindrucksvoll gelang. Im Achtelfinale wurde Dänemark mit 2:0 besiegt. Im Viertelfinale wurde nach 120 torlosen Minuten das Elfmeterschießen gegen Frankreich mit 7:6 gewonnen. Das Halbfinale gegen England ging mit 1:3 verloren, so dass die Australierinnen im Spiel um Platz 3 auf Schweden trafen. Mit 0:2 verloren sie auch dieses Spiel.

## Spiele

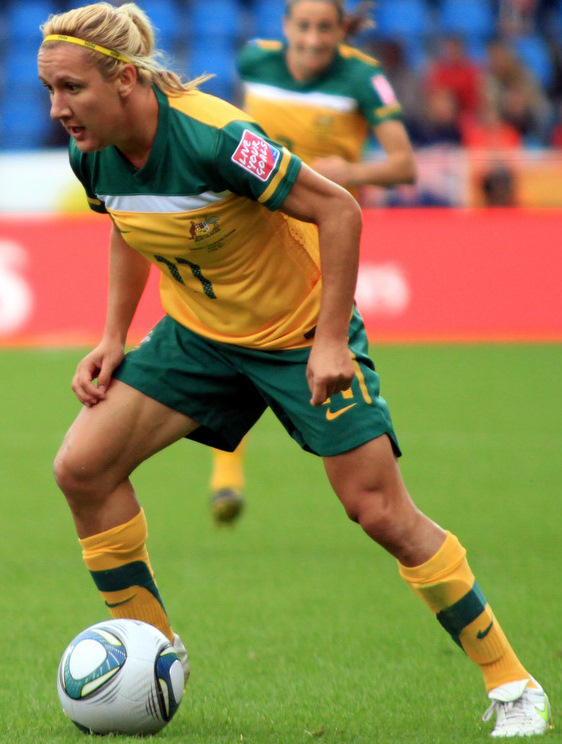
Lisa De Vanna, australische WM-Rekordspielerin und -torschützin

Australien bestritt bisher 33 WM-Spiele. Davon wurden zehn gewonnen, 16 verloren und sieben endeten remis.
Australien nahm nie am Eröffnungsspiel teil und spielte nie gegen den Gastgeber, spielte aber einmal (2015 in der Vorrunde) gegen den späteren Weltmeister und zweimal gegen den Titelverteidiger (1995 und 2015). Australien spielte am häufigsten (4-mal) gegen Brasilien und je 3-mal gegen China, Ghana und Norwegen. Nur fünf Spiele waren die bisher ersten gegen die jeweiligen Gegner. Zwei Spiele der Australierinnen musste verlängert werden um einen Sieger zu ermitteln, wovon je eins im Elfmeterschießen gewonnen und verloren wurde.
Australien spielte bisher gegen Mannschaften aller anderen Konföderationen und deren Meister, am häufigsten (je 3-mal) gegen den Asienmeister – zweimal bevor und einmal nachdem Australien in die asiatische Konföderation wechselte – und den Südamerikameister sowie zweimal gegen den CONCACF-Meister. Seit 2007 wird Australien bei der Auslosung keiner asiatischen Mannschaft mehr zugelost und kann daher nur in der K.-o.-Runde auf eine asiatische Mannschaft treffen, was erstmals 2015 geschah. Australien ist die einzige Mannschaft auf den ersten elf Plätzen der ewigen Rangliste, die noch kein WM-Spiel gegen Deutschland bestritt.
Die meisten Spiele bestritten Caitlin Foord und Emily van Egmond (je 19), die im Achtelfinale 2023 mit ihrem 16. WM-Spiel Lisa de Vanna (15) ablösten, die die meisten Tore erzielte (7).
| Alle WM-Spiele |            |                      |                     |                       |   |                  |                                                           |
| Nr.            | Datum      | Ergebnis             | Gegner              | Austragungsort        |   | Anlass           | Bemerkungen                                               |
| 1              | 06.06.1995 | 0:5                  | Dänemark            | Västerås (SWE)        | * | Vorrunde         | Erstes Spiel gegen Dänemark                               |
| 2              | 08.06.1995 | 2:4                  | Volksrepublik China | Västerås (SWE)        | * | Vorrunde         |                                                           |
| 3              | 10.06.1995 | 1:4                  | USA (TV)            | Helsingborg (SWE)     | * | Vorrunde         |                                                           |
| 4              | 20.06.1999 | 1:1                  | Ghana               | Foxborough (USA)      | * | Vorrunde         | Erstes Spiel gegen Ghana                                  |
| 5              | 23.06.1999 | 1:3                  | Schweden            | Landover (USA)        | * | Vorrunde         |                                                           |
| 6              | 26.06.1999 | 1:3                  | Volksrepublik China | East Rutherford (USA) | * | Vorrunde         |                                                           |
| 7              | 21.09.2003 | 1:2                  | Russland            | Carson (USA)          | * | Vorrunde         |                                                           |
| 8              | 25.09.2003 | 1:1                  | Volksrepublik China | Carson (USA)          | * | Vorrunde         |                                                           |
| 9              | 28.09.2003 | 1:2                  | Ghana               | Portland (USA)        | * | Vorrunde         |                                                           |
| 10             | 12.09.2007 | 4:1                  | Ghana               | Hangzhou (CHN)        | * | Vorrunde         |                                                           |
| 11             | 15.09.2007 | 1:1                  | Norwegen            | Hangzhou (CHN)        | * | Vorrunde         |                                                           |
| 12             | 20.09.2007 | 2:2                  | Kanada              | Chengdu (CHN)         | * | Vorrunde         |                                                           |
| 13             | 23.09.2007 | 2:3                  | Brasilien           | Tianjin (CHN)         | * | Viertelfinale    |                                                           |
| 14             | 29.06.2011 | 0:1                  | Brasilien           | Mönchengladbach (DEU) | * | WM-Vorrunde      |                                                           |
| 15             | 03.07.2011 | 3:2                  | Äquatorialguinea    | Bochum (DEU)          | * | Vorrunde         | Erstes Spiel eines AFC-Mitglieds gegen Äquatorial-Guinea  |
| 16             | 06.07.2011 | 2:1                  | Norwegen            | Leverkusen (DEU)      | * | Vorrunde         |                                                           |
| 17             | 10.07.2011 | 1:3                  | Schweden            | Augsburg (DEU)        | * | Viertelfinale    |                                                           |
| 18             | 08.06.2015 | 1:3                  | USA                 | Winnipeg (CAN)        | * | Vorrunde         | 100. Länderspiel von Lisa de Vanna                        |
| 19             | 12.06.2015 | 2:0                  | Nigeria             | Winnipeg (CAN)        | * | Vorrunde         | Erstes Spiel gegen Nigeria, erstes WM-Spiel ohne Gegentor |
| 20             | 16.06.2015 | 1:1                  | Schweden            | Edmonton (CAN)        | * | Vorrunde         |                                                           |
| 21             | 21.06.2015 | 1:0                  | Brasilien           | Moncton (CAN)         | * | Achtelfinale     |                                                           |
| 22             | 27.06.2015 | 0:1                  | Japan (TV)          | Edmonton (CAN)        | * | Viertelfinale    |                                                           |
| 23             | 09.06.2019 | 1:2                  | Italien             | Valenciennes (FRA)    | * | Vorrunde         |                                                           |
| 24             | 13.06.2019 | 3:2                  | Brasilien           | Montpellier (FRA)     | * | Vorrunde         |                                                           |
| 25             | 18.06.2019 | 4:1                  | Jamaika             | Grenoble (FRA)        | * | Vorrunde         | Erstes Spiel gegen Jamaika                                |
| 26             | 22.06.2019 | 1:1 n. V.; 1:4 i. E. | Norwegen            | Nizza (FRA)           | * | Achtelfinale     |                                                           |
| 27             | 20.07.2023 | 1:0                  | Irland              | Sydney                | H | Vorrunde         |                                                           |
| 28             | 27.07.2023 | 2:3                  | Nigeria             | Brisbane              | H | Vorrunde         |                                                           |
| 29             | 31.07.2023 | 4:0                  | Kanada              | Melbourne             | H | Vorrunde         |                                                           |
| 30             | 07.08.2023 | 2:0                  | Dänemark            | Sydney                | H | Achtelfinale     |                                                           |
| 31             | 12.08.2023 | 0:0 n. V.; 7:6 i. E. | Frankreich          | Brisbane              | H | Viertelfinale    |                                                           |
| 32             | 16.08.2023 | 1:3                  | England             | Sydney                | H | Halbfinale       |                                                           |
| 33             | 19.08.2023 | 0:2                  | Schweden            | Brisbane              | H | Spiel um Platz 3 |                                                           |

Anmerkung: Fett gedruckte Mannschaften waren bzw. sind zum Zeitpunkt des Spiels Meister ihrer Konföderation.
Sieben Siege der australischen Mannschaft waren auch ihre höchsten Siege gegen diese Länder:
- Äquatorialguinea 3:2 (2011, Vorrunde) – einziges Spiel gegen Äquatorialguinea
- Dänemark 2:0 (2023, Vorrunde) – zudem ein 3:1 in einem Freundschaftsspiel
- Ghana 4:1 (2007, Vorrunde) – einziger Sieg gegen Ghana
- Jamaika 4:1 (2019, Vorrunde) – einziges Spiel gegen Jamaika
- Kanada 4:0 (2023, Vorrunde)
- Nigeria 2:0 (2015, Vorrunde) – erstes Spiel gegen Nigeria
- Norwegen 2:1 (2011, Vorrunde) – zudem ein 4:3 beim Algarve-Cup 2018

Die australische Mannschaft kassierte ihre höchsten Niederlagen gegen folgende Länder bei einem WM-Turnier:
- Dänemark 0:5 (1995, Vorrunde)
- Ghana 1:2 (2003, Vorrunde) – einzige Niederlage gegen Ghana
- Nigeria 2:3 (2023, Vorrunde) – einzige Niederlage gegen Nigeria

## Rekorde

### Trainer
- Australien war bis 2015 das einzige Land, das mit einem Trainer (Tom Sermanni) an drei WM-Endrunden teilnahm. 2015 nahm Deutschland zum dritten Mal mit Silvia Neid, Mexiko zum dritten Mal mit Leonardo Cuéllar und Norwegen zum dritten Mal mit Even Pellerud teil.

### Schiedsrichterinnen
- Tammy Ogston ist die einzige Nichteuropäerin, die ein WM-Finale pfiff (2007).

### Zuschauer
- Mit einem Schnitt von 36.272 Zuschauern  pro Spiel bei den 35 Spielen in Australien während der WM 2023 wurde ein neuer Rekord für einen Gastgeber aufgestellt.
- Mit 378.920 Zuschauern und einem Schnitt von 75.784 Zuschauern pro Spiel im Stadium Australia wurde bei der WM 2023 ein neuer Stadionrekord aufgestellt.

### Negativrekorde
- Die längste Serie mit mindestens einem Gegentor: Australien mit 18 Spielen.[12]
- Die jüngste Teilnehmerin, die bei einer WM des Feldes verwiesen wurde: Alicia Ferguson mit 17 Jahren und 238 Tagen.
- Der schnellste Platzverweis: Alicia Ferguson im Spiel gegen China bei der WM 1999 (Endstand 3:1) nach 2 Minuten.